# Arlöv
Arlöv är centralort i Burlövs kommun i Skåne län samt en del av tätorten Malmö.
Arlöv började växa som industriort från 1869 och orten utmärker sig genom sin blandning av låg villabebyggelse och höghus- och industriområden. Industrin som fick samhället att växa i storlek i slutet av 1800-talet var framförallt sockerbruket, vars lokaler fortfarande dominerar centrala Arlöv.
Samhället delas i två hälfter av Södra stambanan och har en järnvägsstation, Burlövs station, i norra delen av orten. Invid denna ligger det stora köpcentret Burlöv Center och Arlövs industriby.

## Ortnamnet
Ortnamn på -löv tillhör det allra äldsta ortnamnsskiktet och de härstammar alla ifrån förkristen tid. Betydelsen av -löv eller -lev som det vanligen heter på nuvarande danskt område är 'arvedel, arvegods'. Första gången Arlöv omnämns är i mitten på 1100-talet, då som Arleue. Förleden har tidigare påståtts vara mansnamnet Are och ortnamnet skulle då alltså betyda 'det som Are har efterlämnat i arv'. Förleden har ännu i dag oklar tolkning men enligt nyare forskning är den troligaste härledningen den från en fornöstnordisk kognat till fornvästnordiska ǫrð, 'gröda'.

## Historia

### Arlöv by och Arlövhusen

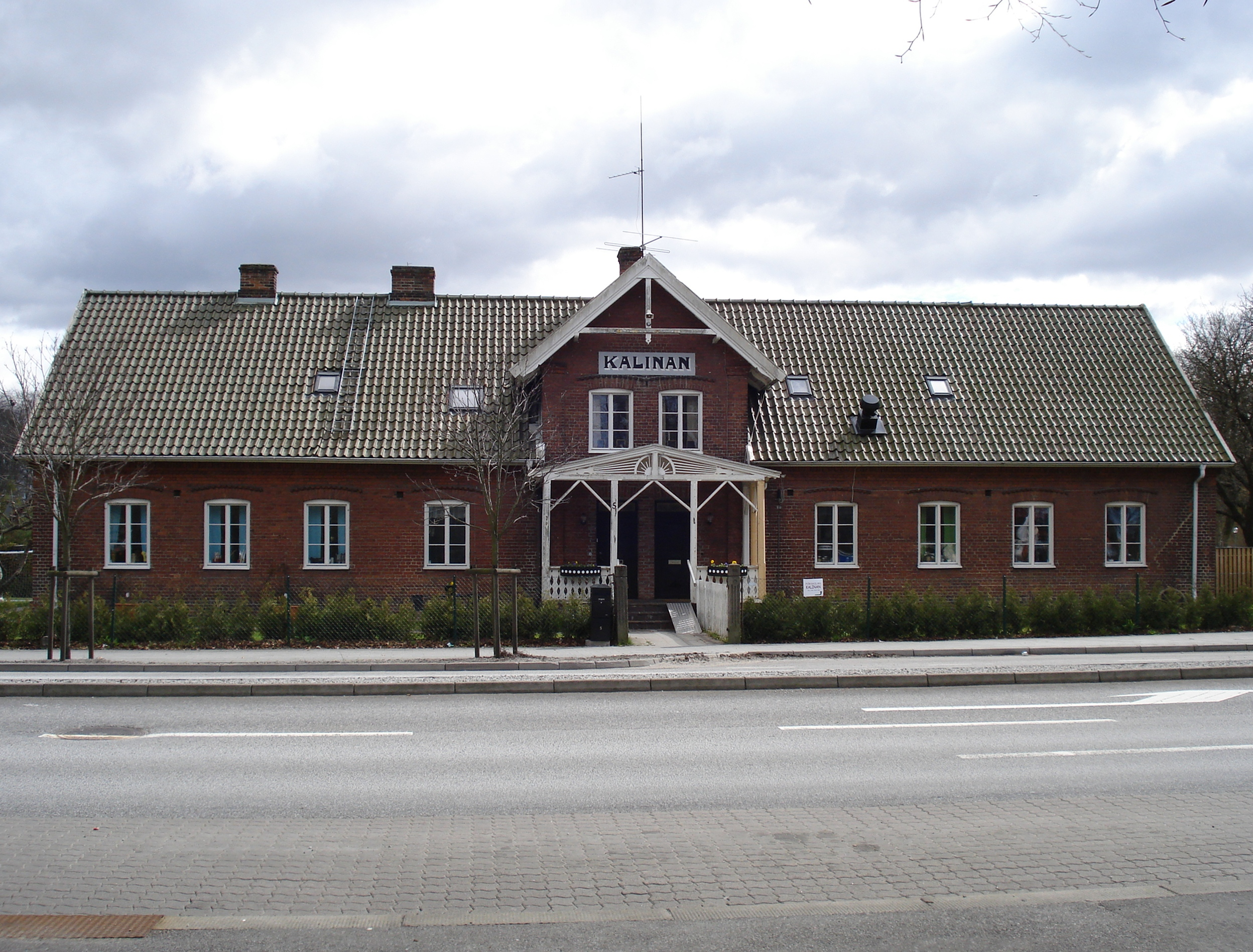
Kalinan.

På platsen för det nuvarande centrala Arlöv låg på 1790-talet bara ett enda hus, nämligen värdshuset Kalinan vid landsvägen mellan Malmö och Lund. Med ”Arlöv” avsågs vid denna tid Arlövs by, som låg en bit norr om Sege å i närheten av nuvarande Gamla Segevägen. I slutet av 1700-talet utgjordes byn av 10 gårdar, men vid ett partiellt enskifte i Arlöv mellan 1789 och 1790 blev tre gårdar utbrutna ur byn och de tre hemman som dessa gårdar ägde slogs ihop och samlades i ett område väster om byn. Denna nybildade gård fick och har fortfarande namnet Arlövgården.
Enskiftandet av Arlövs by fortsatte och i två omgångar, 1803 och 1815, spriddes gårdarna ut på bymarken och bara en gård fick vara kvar på sitt ursprungliga ställe. Idag finns dock inga byggnader kvar som avslöjar var Arlövs by en gång låg.
Eftersom Arlövgården var ett stort jordbruk behövdes mycket arbetskraft och en del av denna tillgodosågs av så kallade husmän, som gjorde dagsverken på jordbruket och därför fick lov att bosätta sig på Arlövgårdens mark. De bosatte sig i anslutning till Lunda- och Lommavägen och omkring 1869 hade en samling på ett 20-tal hus uppstått där och denna husansamling kallades Arlövhusen i motsats till Arlöv by. Platsen där den gamla byn låg kom efter tillkomsten av Sege station 1893 att istället kallas för Sege och i början av 1900-talet började man att med ”Arlöv” avse den nuvarande tätorten. Numera ligger bara en del av samhället på Arlöv bys gamla mark medan de nordöstra delarna istället befinner sig på Tågarp bys forna ägor.

### Arlöv blir en industriort

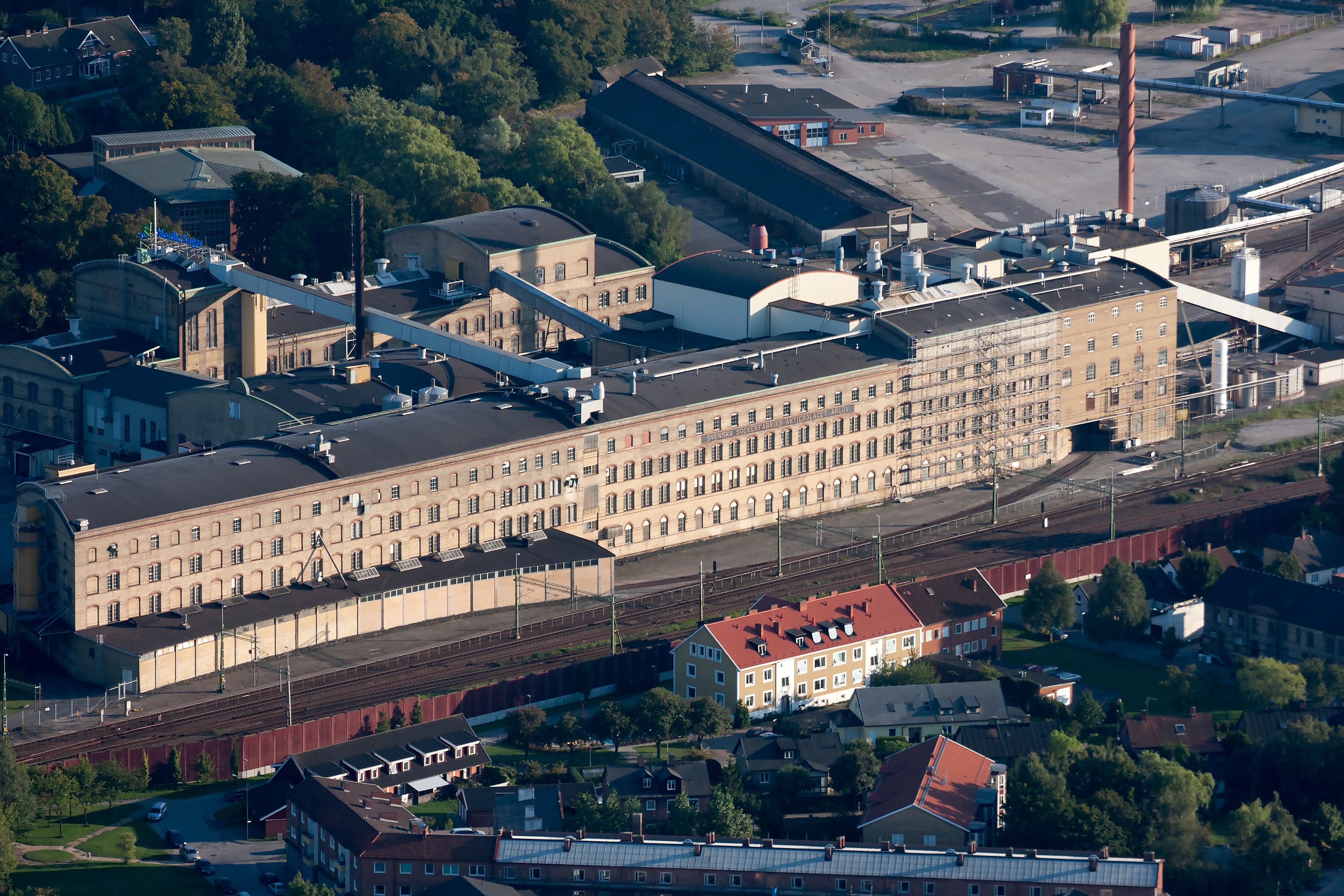
Arlövs sockerbruk.

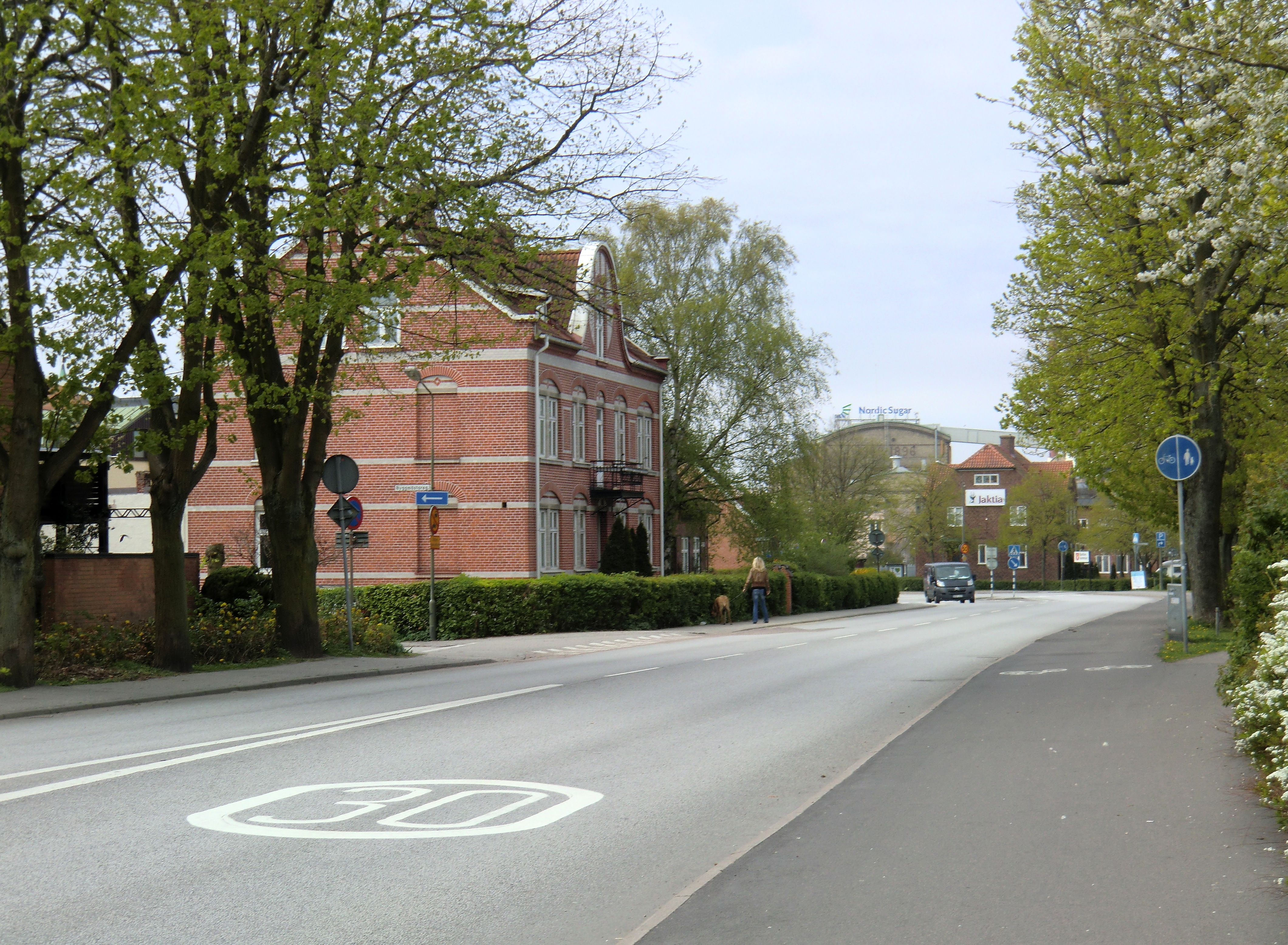
Lundavägen i centrala Arlöv.

Den första industrin som uppkom i Arlöv var sockerbruket Malmö Sockerfabriks AB, vilket grundades 1869 av tre köpmän från Malmö. Troligen var det tillgången på vatten från Sege å och de goda kommunikationerna med läget intill Södra stambanan som avgjorde att sockerbruket placerades i Arlöv. För att delvis säkra tillgången på sockerbetor inköptes Arlövgården söder om det blivande industrisamhället, men man ingick även kontrakt med ett 100-tal jordbrukare om framtida leveranser av betor till företaget. Den första fabriksbyggnaden började uppföras i slutet av 1869 och i slutet av 1870 kunde tillverkningen av socker starta.
1871 lyckades sockerbolaget få tillåtelse att anlägga en järnvägsstation i Arlöv och att från järnvägen leda över sidospår till själva fabriksområdet. Arlövs station togs i användning i oktober 1871.
Sockerfabrikens anläggningar brann ned i januari 1896 men återuppbyggdes snabbt, dessutom i större skala, så att sockertillverkningen kunde löpa på som vanligt till hösten samma år. Under tillverkningsåret 1901-1902 drevs fabriken med 7 ångmaskiner om 1900 hk, samt 83st elektriska motorer.1907 gick företaget upp i det nybildade Svenska Sockerfabriks AB.
Anläggningen av sockerbruket och järnvägsstationen medförde en stor nyinflyttning till Arlöv och med början omkring 1870 byggdes ett flertal nya bostadshus av tegel i anslutning till den äldre bebyggelsen. Fler industrier följde efter sockerbolaget: 1898 grundades skolboksföretaget Skriv- och Ritboks AB i Arlöv av Sven Tornberg och 1899 började Ludvig Rössels Mekaniska Verkstad AB (senare kallad ”Waggonfabriken”) att tillverka järnvägsvagnar, efter en flytt från Malmö. 1910 startade även Herman Gotthardt ett repslageri i Arlöv och lät bygga en 300 meter lång repslagarebana. 1886 invigdes järnvägen mellan Arlöv och Kävlinge, Malmö - Billesholms järnväg och nuvarande Lommabanan med utgångspunkt från Arlövs station 

### Arlöv municipalsamhälle
Vid bildandet av Burlövs landskommun 1863 hade denna som namnet anger Burlövs kyrkby och inte Arlöv som centralort. I takt med att Arlöv växte uppstod svårigheter med förvaltningen av denna alltmer stadsliknande bebyggelse. I slutet av 1890-talet blev det dock genom en lag möjligt för tätbebyggda samhällen inom landskommuner att bilda så kallade municipalsamhällen vilket innebar att de kunda tillämpa en del regler som gällde för städer och därmed kunde tätorten förvaltas mer effektivt. Av denna anledning inrättades 17 mars 1899 för ett område vid och kring Arlövs station ett municipalsamhälle, vilket existerade till 31 december 1958. Detta styrdes av en municipalstämma som hade hand om frågor som rörde gator, vatten, avlopp, hälsovård, renhållning och brandväsende medan fattigvården även i fortsättningen sköttes av kommunalstämman.
Vid sekelskiftet 1900 fanns ingen gatubelysning i Arlöv och invånarna klagade över mörkret i samhället. En av municipalstämmans första uppgifter blev att råda bot på detta, vilket den gjorde genom att 1901 sätta upp elektrisk belysning till vilken elen levererades av sockerbolaget. 1903 anställde nämnden en sjuksköterska och åtgärder vidtogs i början av 1900-talet för att förbättra den dåliga renhållningen i samhället. 1904 beslöt även nämnden att låta bygga ett epidemisjukhus på grund av de återkommande difteriepidemierna i Arlöv. Detta sjukhus byggdes på gott avstånd från bebyggelsen i närheten av Arlövs kyrka och kunde invigas 1907.
Brandskyddet i Arlöv behövde också förbättras och i början av 1910-talet fick orten en egen brandkår.

### Arlövs tillväxt under 1900-talet

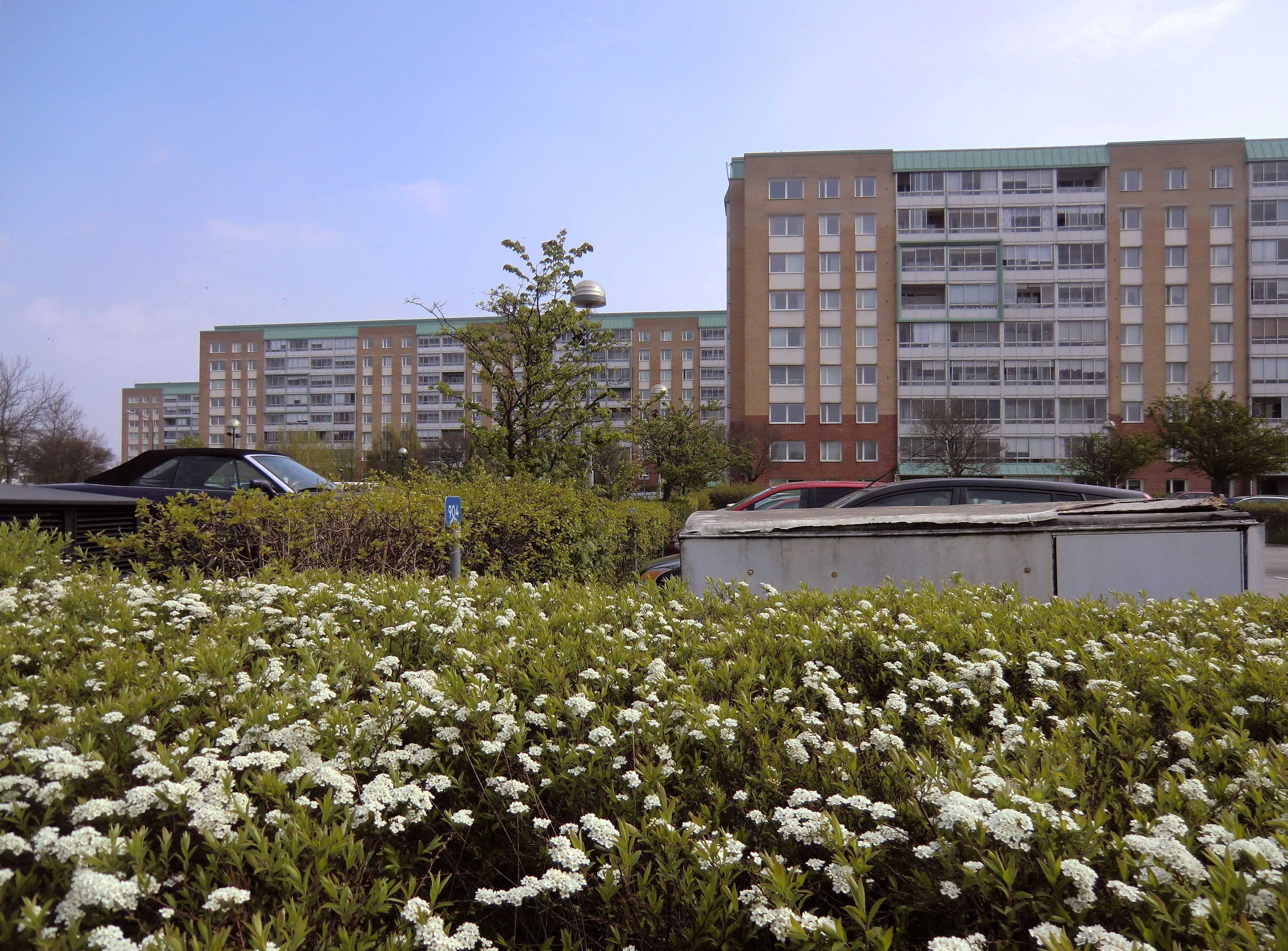
Höghus på Elisetorpsområdet.

1898 fanns det 125 hus och omkring 2 000 invånare på det område som skulle bli Arlövs municipalsamhälle. Vid Fiskare- och Järnvägsgatan finns det än idag kvar arbetarbebyggelse från sent 1800-tal och från sekelskiftet 1900. Början av 1900-talet präglades av byggande av villor. Vid exempelvis Allégatan byggdes från 1910-talet och framåt hus både åt de högre tjänstemännen och åt arbetarna vid sockerbruket. Typiskt för Arlöv under 1900-talets första årtionden var en typ av tegelarkitektur med mönstermurning. Byggmästaren Hermod Möllerstedt var den främsta företrädaren för denna stil och ett välbevarat exempel på hans verk finns på Dalbyvägen 16. Villaområdet mellan Lundavägen och Segevägen uppstod till största delen mellan 1900 och 1935.
Det vägnät som idag omringar Arlöv byggdes ut mellan 1952 och 1982. Först ut var motorvägen Malmö-Lund "Autostradan" som stod klar 1953. Därnäst byggdes E6 mellan Kronetorps trafikplats och Borgeby mellan Arlöv och Åkarp 1961, 1965 byggdes motorväg mellan Lommavägen och E6 vid Åkarp med en fortsättning mot Inre Ringvägen i Malmö 1982 . Arlövsgården som gav namn åt samhället ligger sedan 1952 söder om motorvägen. Åt norr har kommungränsen mot Lomma kommun justerats efter motorvägen. 
Arlöv och Burlövs kommun ingick i Malmö kommunblock 1964-1976. Malmö kommunblock upplöstes 1976 utan att Burlövs kommun gått upp i Malmö kommun. En effekt av kommunblocket blev att både Malmö och Burlöv lade ut stora industriområden under 1960-talet närmast kommungränsen, vilket medförde att Arlöv och Malmö växte samman som en tätort under 1960-talet. 
På 1950-talet började man på allvar att bygga på höjden. 1957 byggdes fem fyravånings punkthus på Jakob Persvägen och 1959 byggdes ett sexvåningshus på Västra promenaden. Kvarteret Vakteln sydväst om Arlövs kyrka bebyggdes 1962 med trevåningshus placerade i en fyrkant och dessa bidrog till drygt 200 nya lägenheter. 1963–1967 bebyggdes Elisetorpsområdet vid Elisetorps- och Grönvägen med nära 1 400 nya lägenheter. Majoriteten av dessa fanns i nio stycken niovåningshus som placerades i en båge utmed motorvägen mellan Malmö och Lund. Nordöst om Elisetorpsområdet byggde man som en del av miljonprogrammet mellan 1970 och 1973 13 stycken 8-våningshus placerade i formen av ett U som innesluter ett parkområde kallad Svenshögsparken. Detta gav ett tillskott av ytterligare 1 000 nya lägenheter i Arlöv och i nära anslutning till höghusen byggdes Svenshögsskolan och senare även en vårdcentral. I mitten av 1970-talet ändrade även området vid Sockerbitstorget karaktär när tre 6-våningshus byggdes utmed Dalbyvägen.
Omkring år 1900 hade Lommavägen i sin gamla sträckning och Lundavägen utgjort samhällets affärsgata och stadsbebyggelsen sträckte sig ännu i början av 1950-talet i öster inte längre än till Segevägen. 1960- och 1970-talets byggprojekt gjorde att centrum försköts mot nordost och 1971 invigdes också köpcentret Burlöv center norr om Svenshögsområdet.. Stora delar av Arlövs gamla bebyggelse revs samtidigt som Lommavägens och Kärleksgatan plankorsningar med Södra stambanan ersattes av den nya Lommavägen 1971 och affärslivet flyttde till Burlöv center. Detta omfattande ingrepp i stadsplanen planerades av VBB i början av 1960-talet och antogs som stadsplan 1965 av kommunfullmäktige 
I samband med Pågatågens begynnelse öppnades en ny station i Arlöv vid Burlövs center med stationsnamnet Burlövs station 1983 medan gamla Arlövs station vid Lommavägen stängdes och revs. Waggonfabriken, sedermera Svenska Järnvägsverkstäderna som varit en dominerande arbetsplats, lade ned sin verksamhet 1989 . Arlöv utvecklades under senare delen av 1900-talet mer och mer mot att bli en pendlingsort till omgivande kommuner, främst Malmö och Lund.

### Arlövs utveckling under 2000-talet
I samband med Södra stambanans utbyggnad till fyra spår från Arlöv till Lund 2017-2024 har kommunen initierat stora stadsbyggnadsprojekt vid Burlövs station och Kronetorpsstaden där det tidigare varit industrimark och åker.
2019 meddelade Nordzucker att sockerbruket som historiskt betytt mycket för Arlövs utveckling till ett samhälle skulle läggas ned till år 2021. Fabriken lades slutligen ned år 2022.  

### Befolkningsutveckling
| Befolkningsutvecklingen i Arlöv 1900–1960                                       | Befolkningsutvecklingen i Arlöv 1900–1960 | Befolkningsutvecklingen i Arlöv 1900–1960 | Befolkningsutvecklingen i Arlöv 1900–1960 | Befolkningsutvecklingen i Arlöv 1900–1960 |
| ------------------------------------------------------------------------------- | ----------------------------------------- | ----------------------------------------- | ----------------------------------------- | ----------------------------------------- |
|                                                                                 |                                           |                                           |                                           |                                           |
| År                                                                              |                                           |                                           | Folkmängd                                 | Areal (ha)                                |
| 1900                                                                            | 1900                                      |                                           | 2 503                                     | †                                         |
| 1960                                                                            | 1960                                      |                                           | 4 164                                     | 168                                       |
| Anm.: Sammanvuxen med Malmö 1965. † Befolkning runt ett municipalsamhälle 1900. |                                           |                                           |                                           |                                           |

## Kända personer från Arlöv
- Kal P. Dal, även Kal Pedal, egentligen Carl Göran Ljunggren, född 1949 i Arlöv. Kal Pedal växte upp i Arlöv och bodde under sin barndom nära järnvägen i Arlöv där hans far arbetade och brukade kallas Kalle mellan bommarna. Kal Pedal var en av Sveriges mest populära liveartister under senare halvan av 1970-talet och i början av 1980-talet. Han var en av de första som verkligen inte bara sjöng på svenska utan på medvetet bred skånska.
- Pontus Jansson, född 1991 i Arlöv, är en svensk fotbollsspelare (försvarare) som spelar för det svenska landslaget samt Malmö FF.

## Bebyggelse

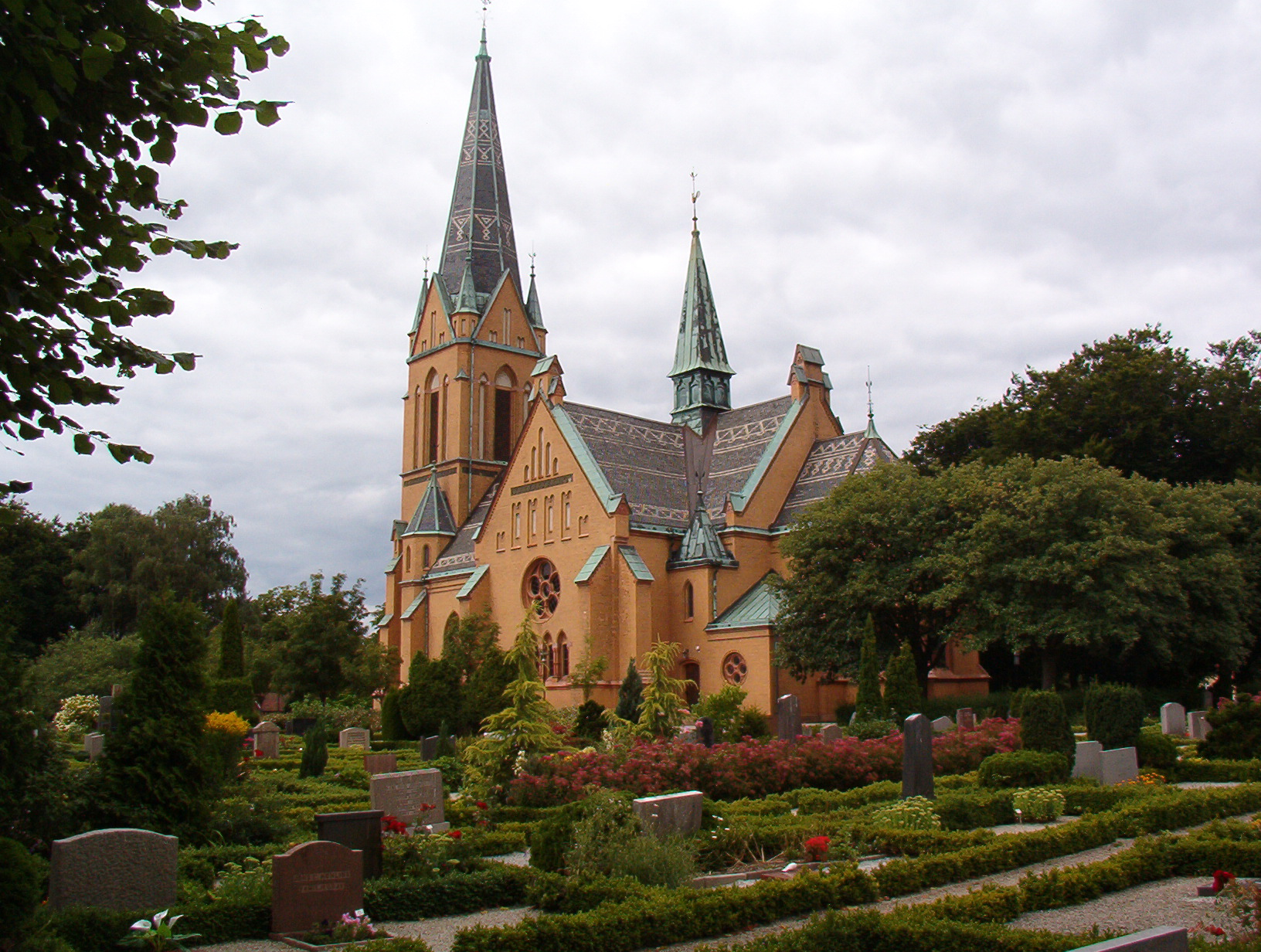
Arlövs kyrka.

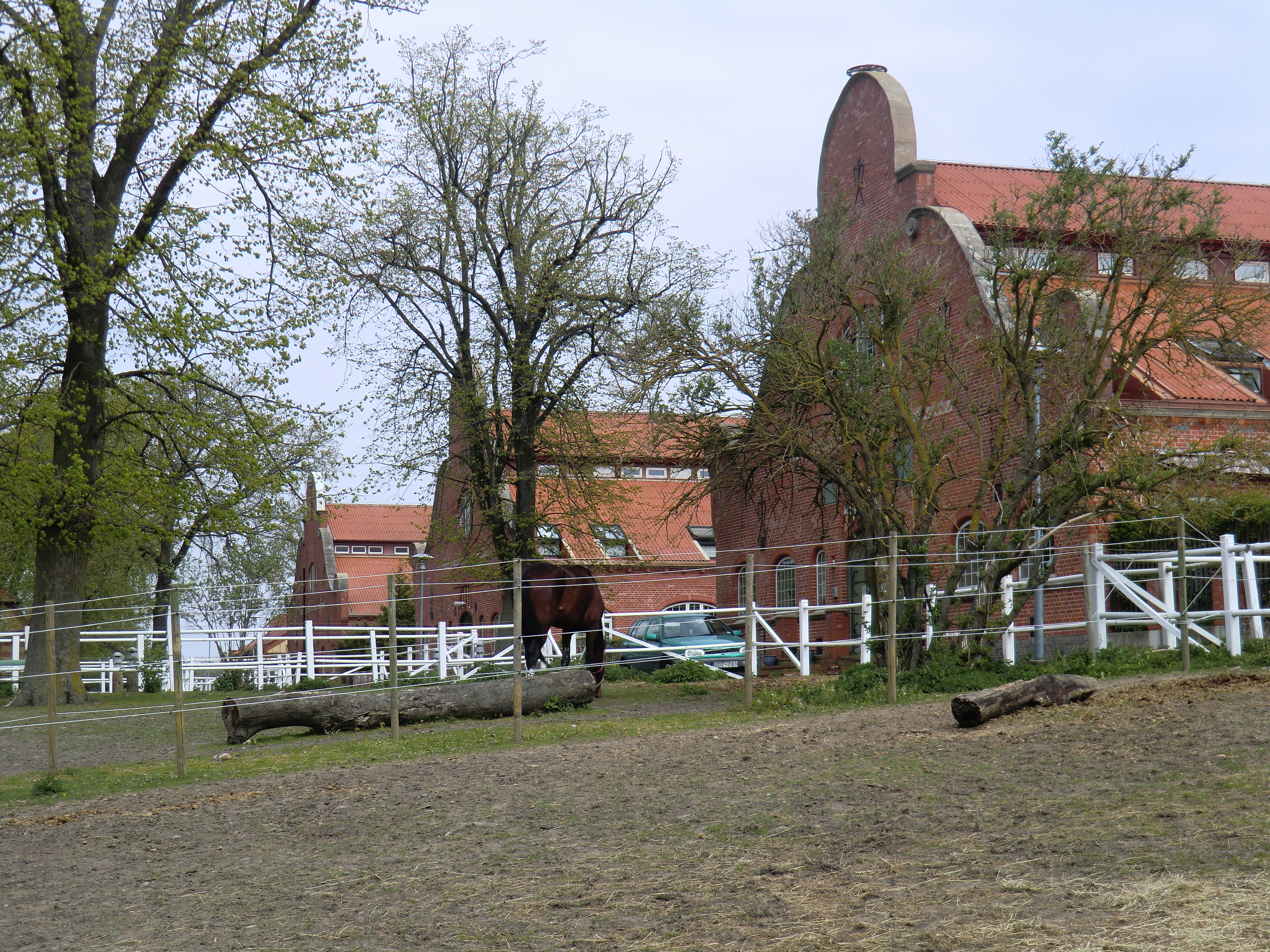
Arlövgården. Ladugården från 1902.

Arlöv är ett ungt samhälle så den äldsta bebyggelsen som finns kvar härstammar från 1800-talet. Här ska några exempel nämnas.
- Kalinan - Detta hus vid Lundavägen fungerade som värdshus fram till 1888 och är döpt efter familjen Collin som drev verksamheten i början av 1700-talet.[64] Den nuvarande byggnaden är dock inte så gammal för det ursprungliga värdshuset i korsvirke brann ned 1876, varefter man byggde det nuvarande huset i rött tegel samma år.[65][66] Namnet Kalinan finns fortfarande kvar på fasaden.

- Arlövs teater, tidigare kallad Hundramannasalen, uppfördes 1892 av den så kallade Hundramannaföreningen, vilken var Arlövs första sjukkassa.[67] Namnet hänger samman med att deltagarantalet i början begränsades till hundra.[68] Redan på 1920-talet användes byggnaden för teaterverksamhet och idag ägs den av kommunen som bland annat hyr ut den till Arlövsrevyn[69]

- Arlövs sockerbruk grundades 1869 men de nuvarande två huvudbyggnaderna på sockerbruket härstammar till största delen från 1896 och byggdes efter det att anläggningen hade brunnit ned samma år.[70] Materialet i väggarna är gult tegel och anläggningen har p.g.a. sin storlek varit ett dominerande inslag i Arlövs stadsbild.

- Arlövs kyrka är en enskeppig korskyrka byggd i nygotisk stil. Den ritades av Malmöarkitekten Alfred Arvidius redan 1891 men invigdes inte förrän 1900.[71] Kyrkan byggdes en bit utanför den dåvarande bebyggelsen eftersom den gamla sockenkyrkan i Burlöv hade blivit för liten för församlingen.[72] Kyrkans ytterfasader är av gult maskinslaget tegel med lister, portaler och fönsterinfattningar i Övedssandsten.[71] Den har ett mönstrat skiffertak och tornet är 57 meter högt.[73]

- Geukahuset – Detta sekelskifteshus i korsningen mellan Lundavägen och Dalbyvägen i centrala Arlöv byggdes 1908 åt Johannes Geuken, som var direktör vid Sockerbruket. Huset var i likhet med Arlövs kyrka ritat av Alfred Arvidius.[74] 1958 och 1963 utvidgades huset med flanker i samma höjd längs med både Lunda- och Dalbyvägen.[75]

- Medborgarhuset byggdes åt kommunen och stod färdigt 1953. Arkitekten var Hans Westman.[76] Byggnaden används som kommunhus av Burlövs kommun.

- Arlövgården ligger en bit söder om samhället. Gården köptes av sockerbruket 1869 och de nuvarande byggnaderna härstammar från omkring sekelskiftet 1900. Äldst är mangårdsbyggnaden från 1890 medan de av Nils Arvid Arvidius ritade stallbyggnaderna i jugendstil byggdes 1902.[77]

- Burlövs gamla skola. Skolan byggdes under åren 1847–1848 som ett folkskolehem i enlighet med bestämmelserna i folkskolestadgan av 1842. Skolan förlades på en tomt på prästgårdens mark alldeles öster om den intilliggande kring 1100-talet byggda kyrkan i Burlövs kyrkby. Skolbyggnaden är i enlighet med den tidens formspråk utformad med en skolsal i den södra delen av byggnaden och sockenstuga samt lärarebostad med två rum och kök och brygghus i den norra delen av byggnaden. Byggnaden användes som skola fram till år 1892 då skolan blev nedlagd. Byggnaden har därefter varit uthyrd till flera verksamheter. [78]

## Kommunikationer
Den huvudsakliga genomfartsleden genom Arlöv är Lundavägen och utmed denna ligger både Sockerbruket, Arlövs bibliotek, Vårboskolan, Arlöv kyrka och Burlöv center. Sydöst om samhället löper motorvägen E22. Med regionbuss finns direktförbindelse med bland andra Malmö, Lund, Lomma, Staffanstorp och Genarp.

### Järnväg

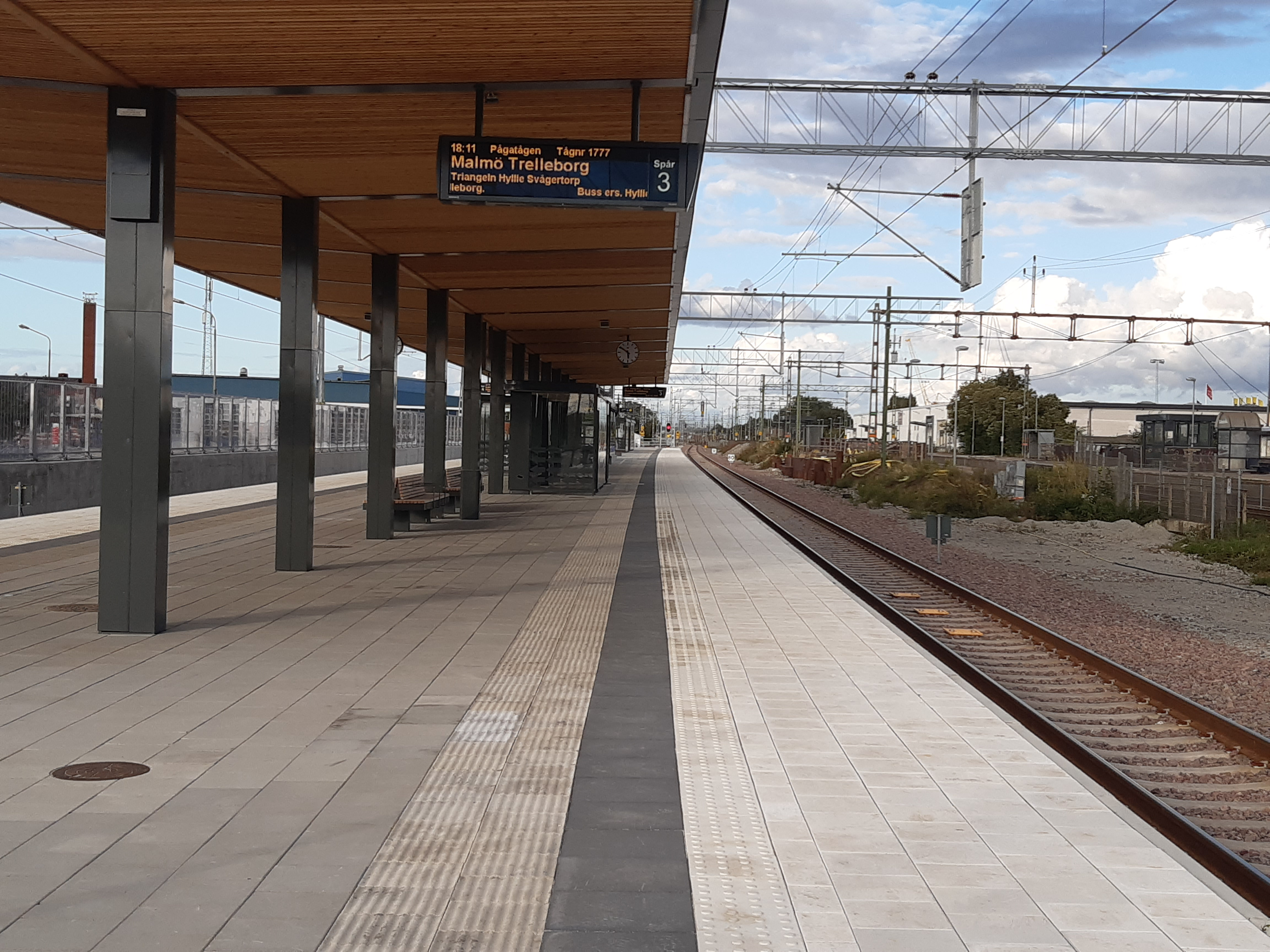
Burlövs station i september 2020

Sedan 1850-talet delas Arlöv i två hälfter, dels genom sträckningen av Södra stambanan, dels genom den senare tillkomna Västkustbanans sträckning. Först 1871 fick Arlöv en järnvägsstation dock som då låg vid Järnvägsgatan. Järnvägsövergångar för gång- och senare biltrafik fanns vid både Lommavägen i dess gamla sträckning och vid Kärleksgatan och vid dessa övergångar fanns grindar som stängdes av en grindvakt när ett tåg närmade sig. Dessa grindar ersattes 1912 med fällbommar och den tilltagande tågtrafiken gjorde att dessa övergångar så småningom förvandlades till stora trafikhinder. För fotgängare löstes problemet åtminstone vid Lommavägen med hjälp av träviadukter och senare en gångtunnel under spåren men för biltrafiken försvann inte problemet förrän på 1970-talet. Mellan 1970 och 1971 utfördes nämligen arbeten som innebar att man stängde övergångarna över spåren och flyttade Lommavägens sträckning österut. Den nya vägen drogs under spåren för att sedan mynna ut vid Dalbyvägen. Lommavägen i dess äldre sträckning delades av järnvägen i två delar av vilka den södra fick namnet Sockerbruksgatan och den norra Gamla Lommavägen.
Numera stannar inga persontåg vid området för den gamla Arlövs station utan pågatågstationen har istället placerats längre åt nordost och heter istället Burlövs station efter kommunen. Härifrån finns med pågatågen direktförbindelse med Malmö, Lund, Helsingborg och Trelleborg medan Öresundstågen däremot inte stannar här. Som en del av fyrspårsutbyggnaden mellan Malmö och Klostergården byggdes delar av stationen om under 2020. När hela projektet i december 2023 och nya tidtabeller börja gälla kommer Burlövs station vara en fyrspårig pendlarstation där även Öresundståg kommer att stanna.

## Utbildning
I Arlöv finns de fyra grundskolorna Humlemadsskolan, Svenhögsskolan, Tågarpsskolan och Vårboskolan men orten och kommunen i övrigt saknar egen gymnasieskola. Däremot finns ett Komvux i Arlöv, som förutom vuxenutbildningarna erbjuder vissa gymnasieprogram. I Arlöv finns även en musikskola och ABF erbjuder olika studiecirklar.

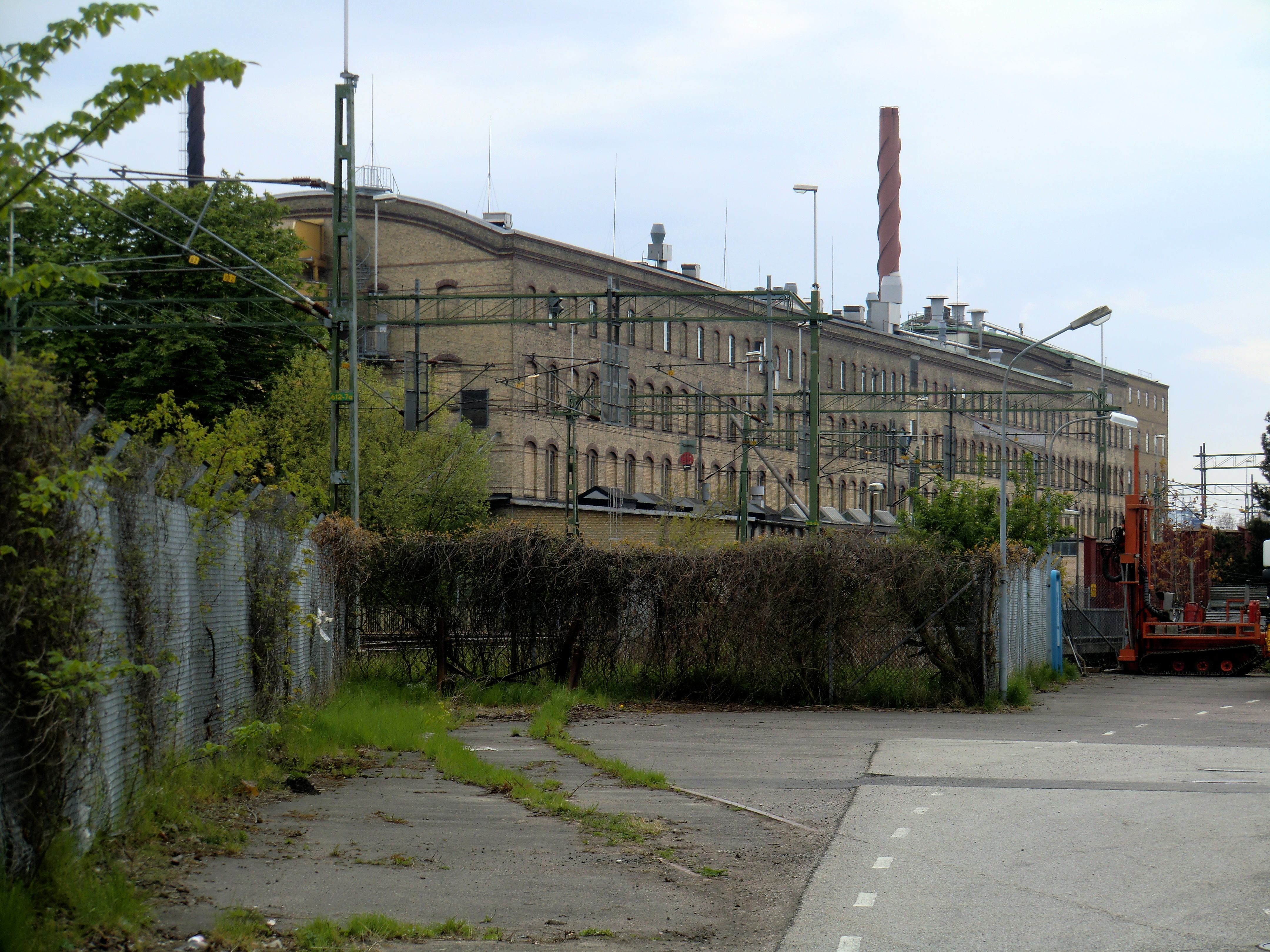
Arlövs sockerbruk.

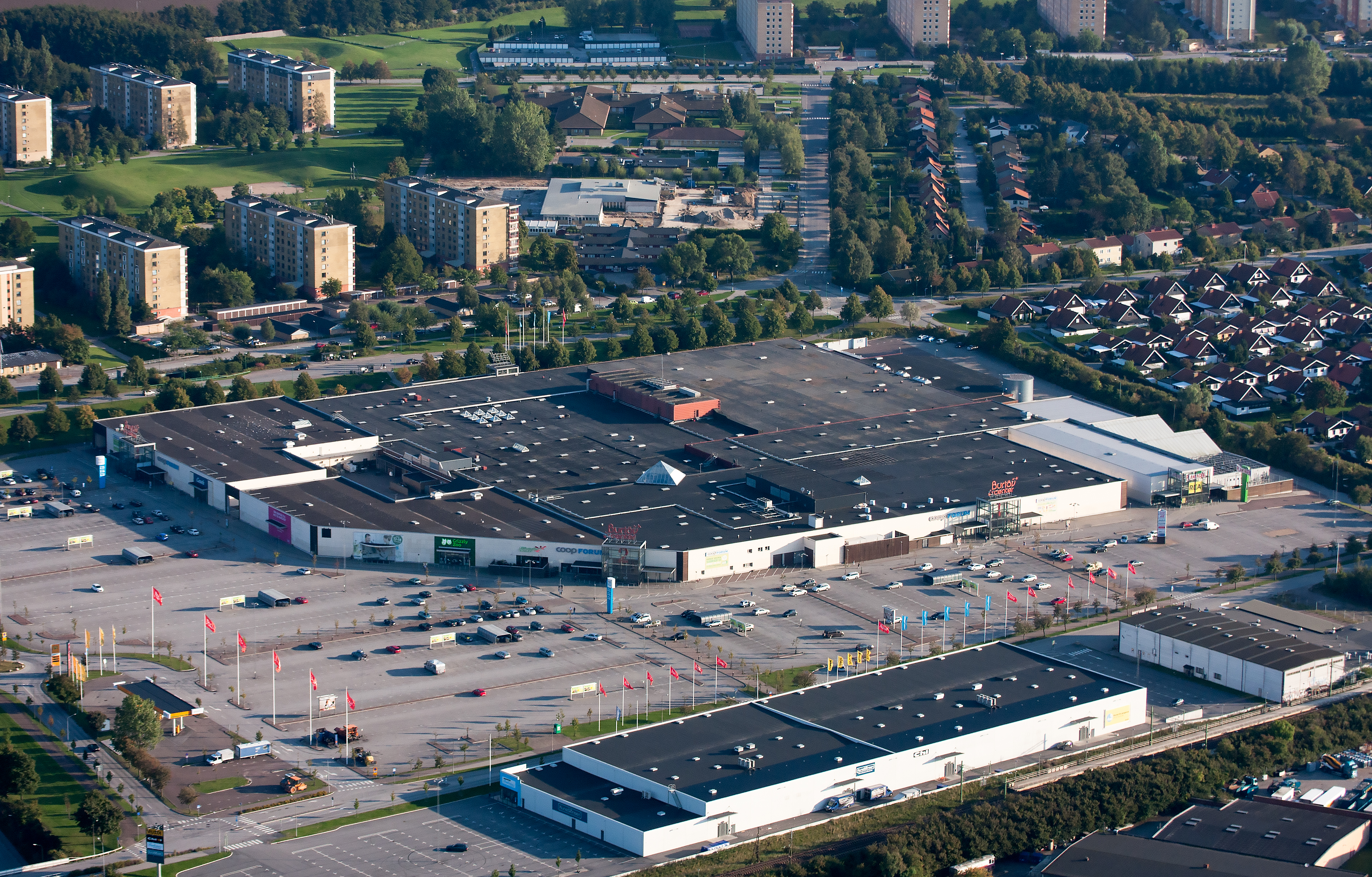
Burlövs center med omgivning.

## Näringsliv, handel och övrigt
I mitten av 1960-talet började Arlövs industriby att bildas norr om järnvägen och redan 1970 fanns här 20 företag med 130 anställda på en yta av 40 000 m².
Bland de största arbetsplatserna i Arlöv om man bortser från kommunen är fortfarande sockerbruket, vilket numera ägs av Nordic Sugar (Nordzucker) (tidigare SSA, Danisco och Danisco Sugar) som här har ett av sina två sockerraffinaderier här.. Under 2018 meddelade Nordzucker att sockerbruket ska läggas ned och all verksamhet överflyttas till Örtofta . Stängningen planerades då vara genomförd till 2021 och år 2022 stängdes bruket för gott.
Företag som finns representerade i Arlöv är exempelvis Svevia Fastighet och Maskin AB, Arema Mekano AB, Baldwin Jimek AB, Antonson Etikett AB och Fruktservice AB. I Sege en bit söder om samhället har Akzo Nobel Industrial Coatings AB sitt huvudkontor
Daniscos tidigare huvudkontor i närheten av sockerbruket köptes 2008 av Scientologikyrkan som ett led i deras strategi att köpa större byggnader i storstadsområden. Scientologikyrkan flyttade sitt Malmökontor dit 2009.
I populärkulturen omnämns Arlöv bland annat i Nationalteaterns låt ”Hanna från Arlöv” som handlar om en kvinna som startar en strejk på ett tvätteri för att få fläktar mot värmen.

### Handel
Handeln i Arlöv domineras av Burlöv Center och kringliggande handel vid stationen. Detta köpcentrum i närheten av industribyn invigdes 1971 och efter ett flertal utbyggnader genom åren finns runt 45 butiker på anläggningen och flera ytterligare runt omkring. Ica Maxi ligger på köpcentret, Stora Coop i nära anslutning. År 2015 beräknades runt 400 personer arbeta med detaljhandel i och runt Burlöv Center.
Lidl etablerade sig i närheten av Burlöv Center år 2004. Netto invigde sin första butik i Arlöv den 15 november 2007. Den var belägen i en nybyggd lokal på Arlövsvägen nära Spillepengen.
En Ica-butik på Dalbyvägen i södra Arlöv lade ner efter att Netto öppnat sin första butik på orten. Netto ville även ha en butik i södra Arlöv, men valde att bygga nytt vid Elisetorpsvägen där det tidigare funnits en bensinmack. Gamla Icas lokaler övertogs i september 2009 av en Matöppet. Matöppet blev dock kortlivad och ersattes senare av en likaledes kortlivad Özen Livs.
Arlövs lokala konsumentförening hette Arlöfs kooperativa handelsförening. Den organiserades av järnvägsanställda och öppnade sin första butik den 23 oktober 1908. Årets därpå beslutades om anslutning till Kooperativa Förbundet. Föreningen öppnade 1923 en filial i Sege. Den 1 april 1929 öppnade föreningen sin tredje speceriaffär på Lundavägen. Den 1 januari 1931 uppgick föreningen i Kooperativa föreningen Solidar i Malmö. Solidar var därefter drivande i etableringen av Burlöv Center 1971 där föreningen etablerade sin första stormarknad.

### Bankväsende
Skånska handelsbanken etablerade ett avdelningskontor i Arlöv den 16 september 1912. Denna bank uppgick med tiden i Skandinaviska banken som skulle bli långvarig på orten. Efter att inledningsvis ha legat på Järnvägsgatan flyttade banken 1935 till Lundavägen 13. Senare tillkom kontor för Svenska Handelsbanken. Arlöv har också haft sparbankskontor tillhörande Sparbanken Bikupan och dess efterföljare. Den 4 juli 1959 öppnade även Torna, Bara och Harjagers Härads Sparbank ett kontor i Arlöv. Tornabanken uppgick i Lundabygdens sparbank som den 2 maj 1973 lämnade Arlöv och överlät kontoret där till Malmö sparbank Bikupan.
SEB stängde kontoret i Arlöv i januari 2009. Under 2010-talet lämnade även Swedbank och Handelsbanken orten.